# Mikulás

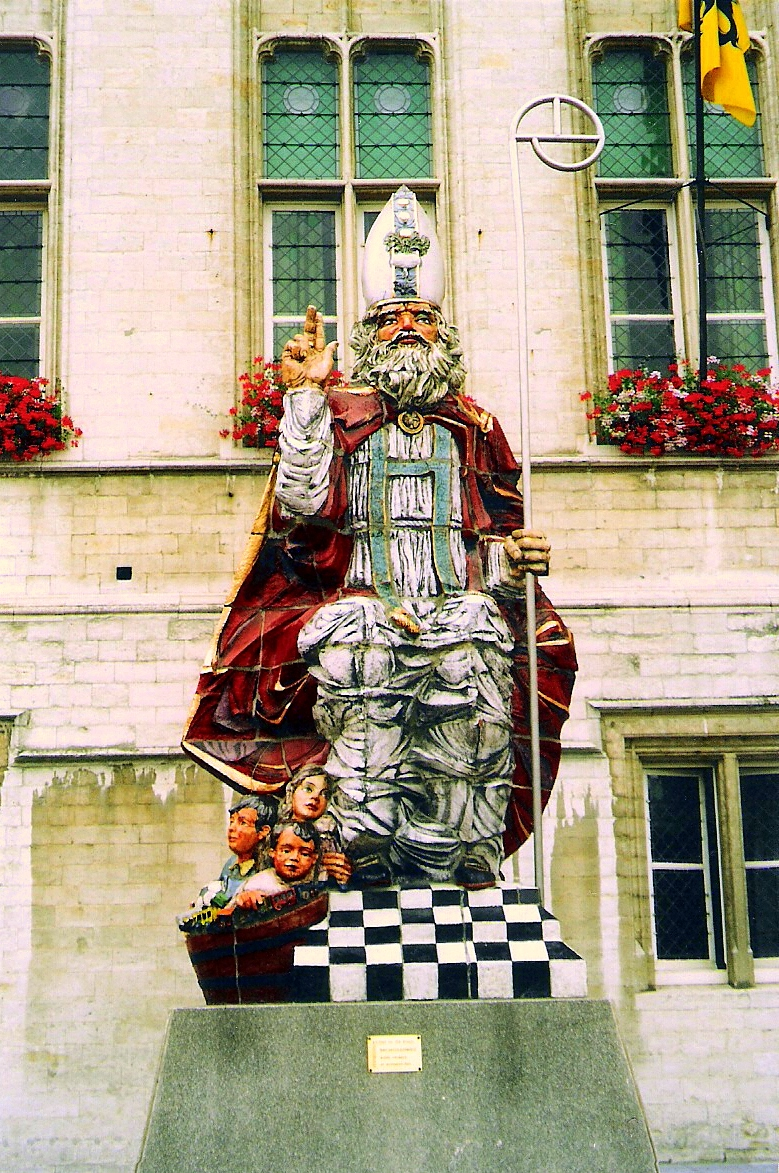
Szent Miklós szobra piros színű püspöki palástban, püspöksüvegben (mithra) és pásztorbottal ábrázolva (Sint-Niklaas, Belgium)

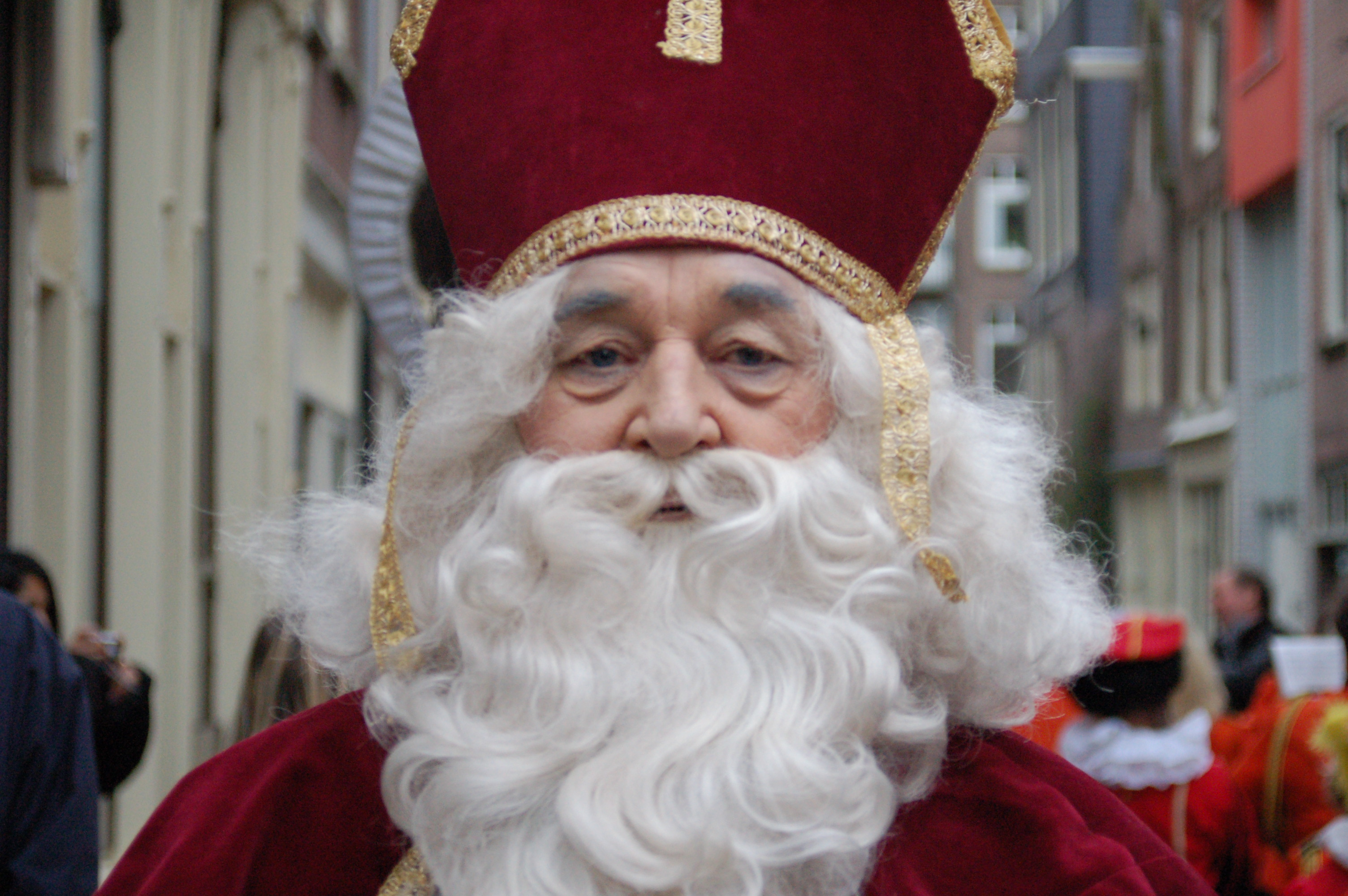
A mai holland Mikulás, Sinterklaas

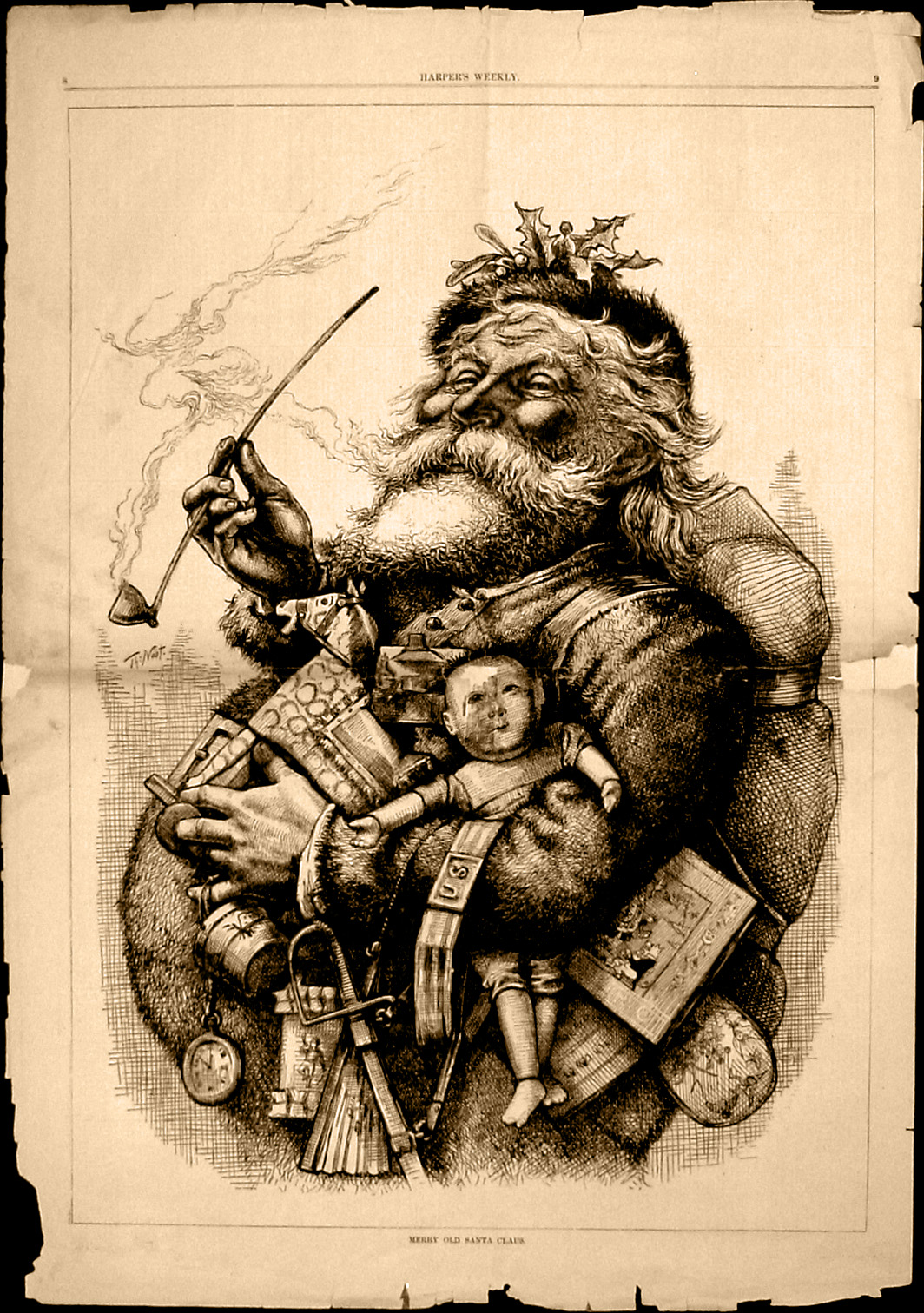
Az újvilág amerikai Mikulásának egyik első portréja, „Merry Old Santa Claus” (Thomas Nast illusztrációja Clement C. Moore verséhez a Harper's Weekly Magazin számára, 1881)

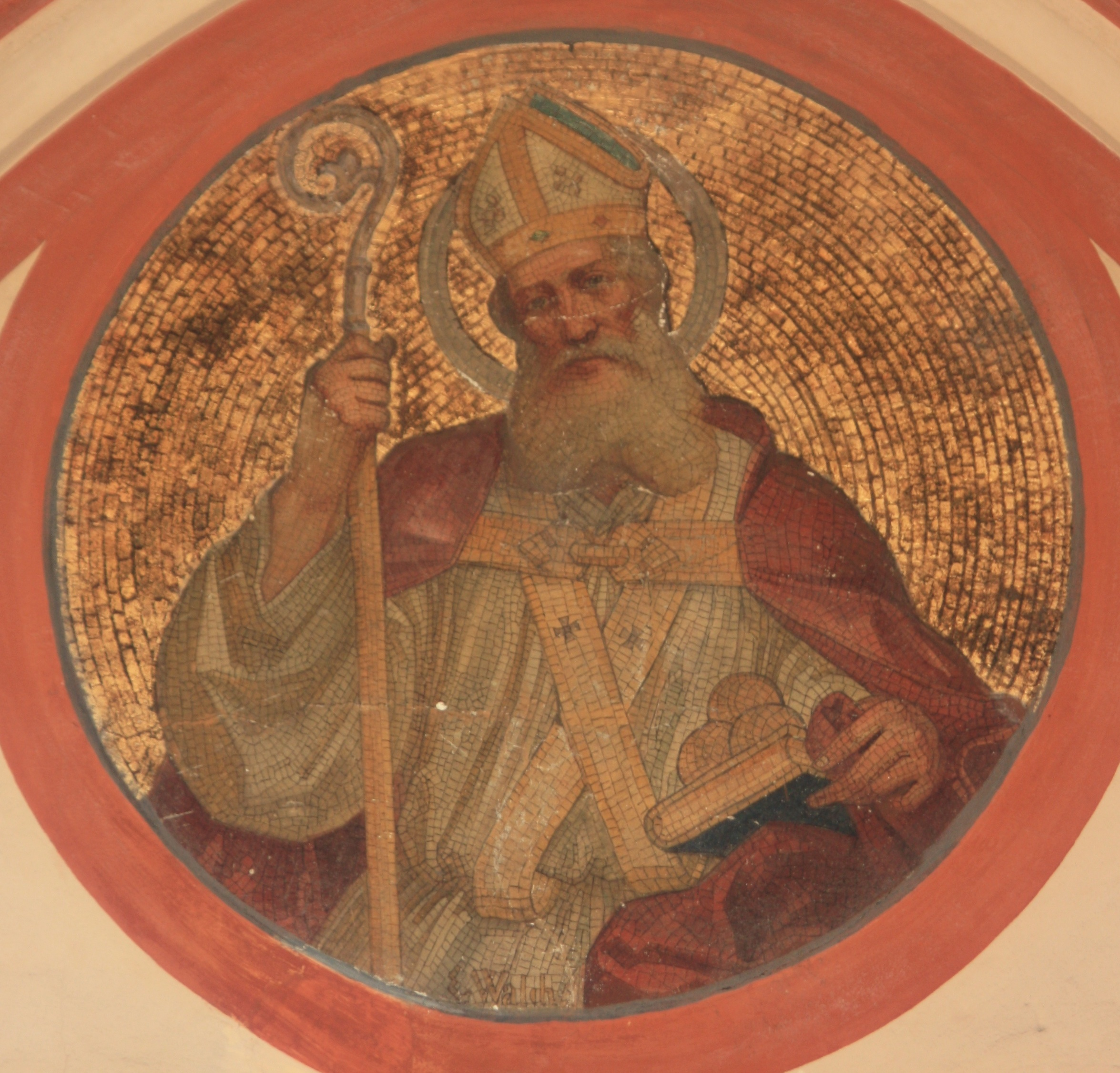
Szent Miklós mozaik, Nikolaikirche, Villach, Ausztria

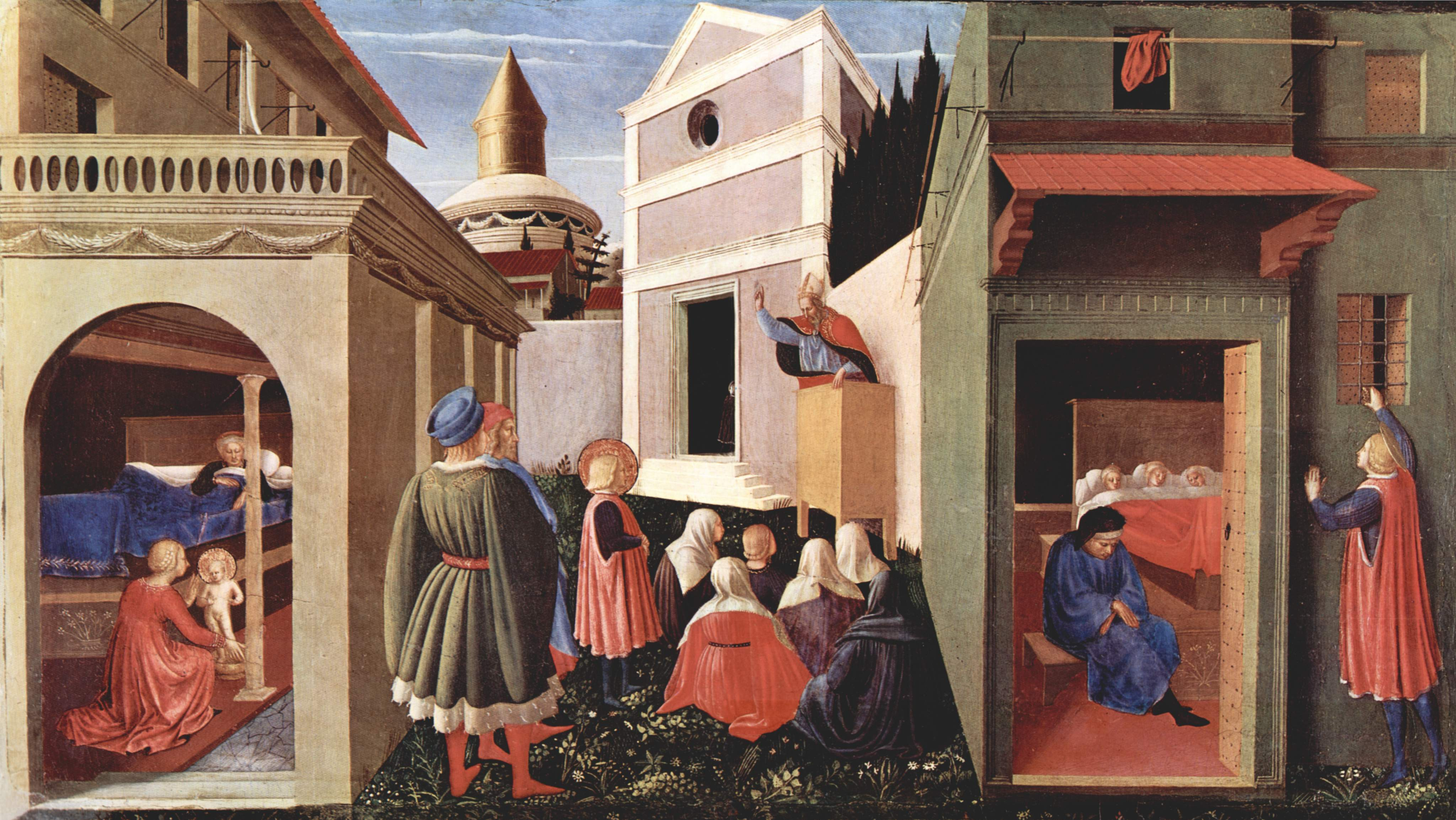
Fra Angelico: A három szűz férjhezadása, Pinacoteca Vaticana, Róma

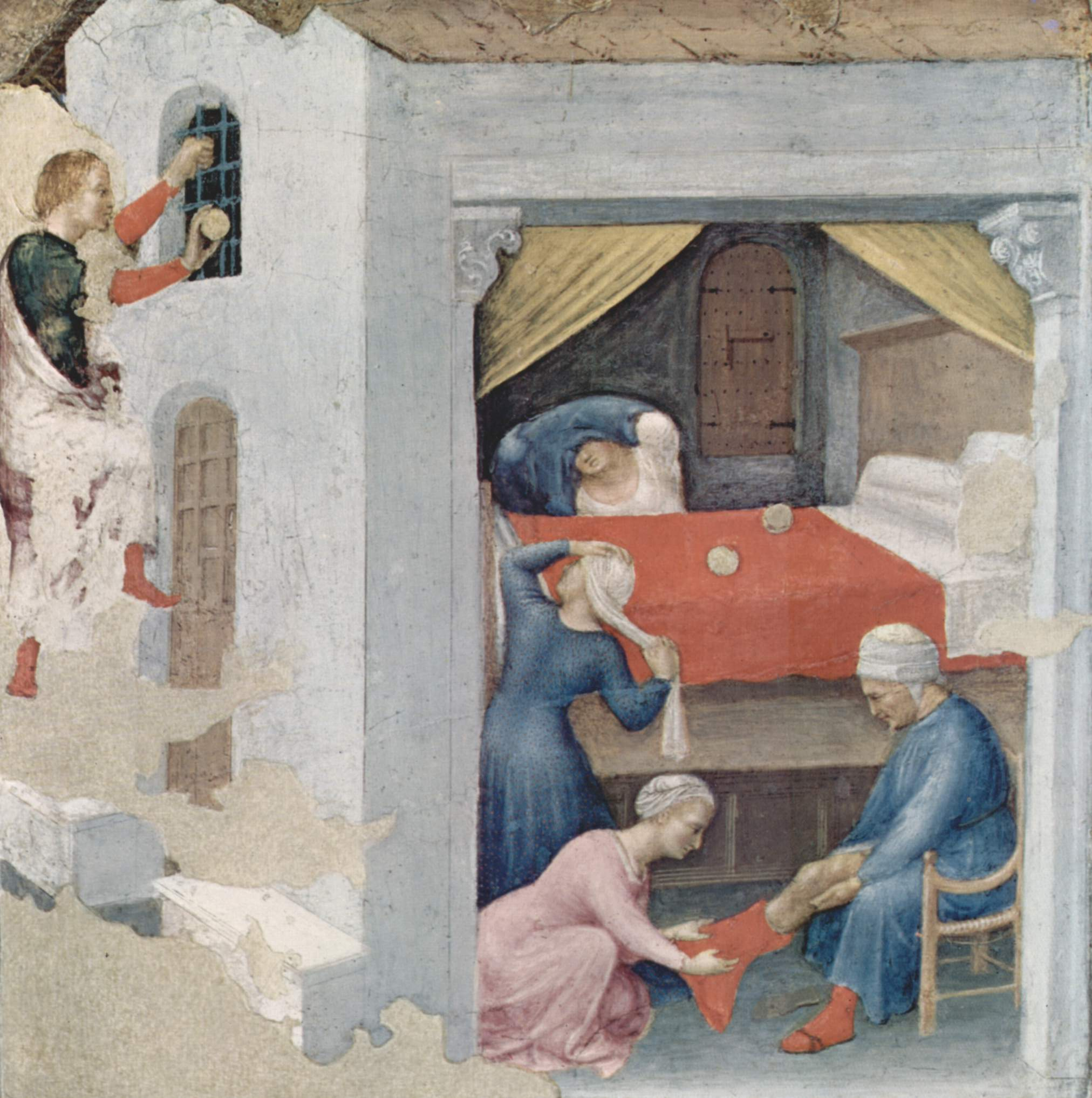
Gentile da Fabriano: Szent Miklós pénzeszacskót dob be a szegények ablakán
Szent Miklós egyszerű emberként élt a nép között, miközben tanított és szeretetet hirdetett. Éhínség idején a teljes egyházi vagyont a nép étkeztetésére fordította.
Ez a legenda az alapja annak a szép keresztény hagyománynak, hogy december 6-án, Szent Miklós napján a felnőttek ajándékokkal kedveskedjenek a gyermekeknek, valamint egymásnak is

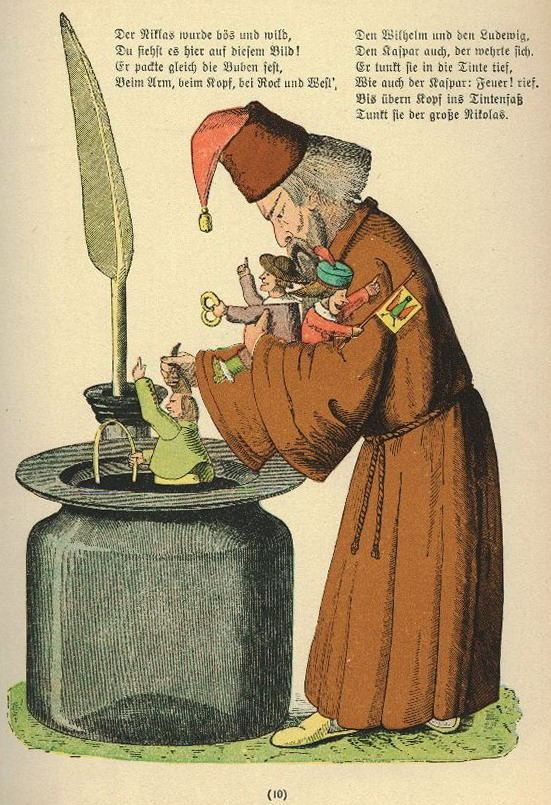
Mikulás alakja egy német gyermekkönyvben a 19. század elejéről

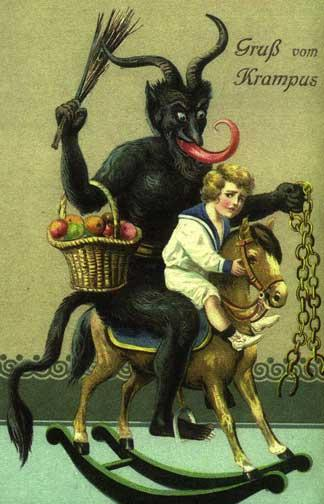
A Mikulásnak régebben az ördögformájú krampusz volt a segédje (19. századi illusztráció, Németország)

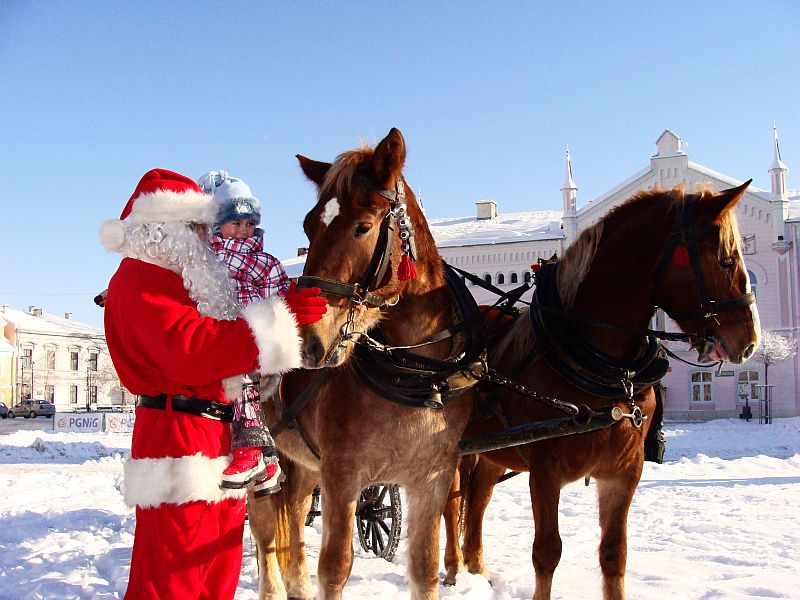
Mikulás és lovasszánkó, Lengyelország

A palástban, püspöksüvegben és pásztorbottal ajándékokat osztó Mikulás eredetileg a katolikus vallású vidékeken Szent Miklósnak, a Lycia római provinciában fekvő Myra város püspökének népies alakja. Szent Miklós a gyermekek és diákok védőszentje, ezért a későbbi korokban a népi vallásosság hatására kialakult ajándékosztó püspöksüveges Mikulás előképének és mintájának tartják. 1087-ben Myrából a Dél-Olaszországi Bari városába vitték Szent Miklós ereklyéit, miután a város egyike lett Európa legjelentősebb keresztény központjainak. A Szent Miklós napi magyar népi hagyományok német hatást tükröznek. A katolikus szent kultuszát a 10. században vitték el Németországba a kereskedők. A középkorban szerepjátékokkal emlékeztek meg Szent Miklós tetteiről. Kezdetben a különféle játékokban a kolostori iskolák legifjabb diákja alakította Miklóst. Később ezt a szerepet a felnőttek vették át. Ebből alakult ki aztán a szokás és került Magyarországra, hogy az ünnepnap előestéjén, egy később magyar nyelvterületen „Mikulás”-nak elnevezett piros köpenybe öltözött apó, házról házra járt és vizsgáztatta, dicsérte, ajándékokkal halmozta el a gyerekeket, vagy éppenséggel megfenyítette, megbüntette őket. A modern magyar néphagyomány szerint december 5. éjjelén – december 6. hajnalán a Mikulás meglátogatja a gyermekeket, s ha az elmúlt évben jól viselkedtek, kisebb ajándékot ad nekik. Ez a népszokás, azaz az ablakba kitett csizmákba ajándékot helyező titokzatos Mikulásjárás körülbelül egy évszázadra tekint vissza. Magyar nyelvterületen Mikulás alakjára használatos az újabb keletű, a szélesebb körben csak az 1950-es évek óta elterjedt, Télapó elnevezés is, ami feltételezhetően teljesen téves összemosása a különböző kultúrkörök hagyományainak. A képzeletbeli ajándékosztó alakjának elnevezésére régóta használt „Mikulás” elnevezés 1856-tól eredeztethető és egy olyan „lény”, illetve népi mesealak elnevezése, aki december 6-án, Szent Miklós napján megajándékozza a gyermekeket.
A Mikulás szó cseh, vagy szlovák eredetű, vélhetően a Felvidékről "szivárgott be" magyar nyelvterületre, maga az ajándékozás szokása pedig osztrák hatásra terjedt el a magyar családoknál. A Mikuláshoz köthető magyar néphagyomány azonban a globalizáció hatására megváltozott: addig amíg a két világháború között a Mikulás alakja a mennyben élt, a gyerekeket az égből figyelte, segítői pedig manók, angyalok vagy krampuszok voltak, addig a mai fogyasztói társadalmakban egyre inkább elterjed az a nézet, hogy Mikulás, illetve országonként más-más alak, aki a mi jóságos Mikulásunk megfelelője, a Lappföldön él, szánját rénszarvasok húzzák, a segítők pedig általában elmaradnak mellőle.

## Története
A kereszténység, amint a nyugati világ uralkodó vallása lett, átvett pogány ünnepeket és szokásokat. Ezek közé tartozott az északi népek (főleg a vikingek) azon szokása, hogy a téli napforduló idején megajándékozták egymást. Odin, Woden szász istenhez hasonlóan ajándékokkal megrakott szekerén száguldott át az éjszakai égbolton. A kereszténység Szent Miklós (a gyermekek védőszentje) napjához kapcsolta aztán ezt az ünnepet. Innen származik a Mikulás név.
Szent Miklós története és hagyománya a Legenda aurea-ban fennmaradt legendakincsből épült fel. A szent legendája szerint a püspök városában egy szegény embernek három lánya volt, akiket megfelelő hozomány hiányában nem tudott férjhez adni. Így az a sors várt rájuk, hogy hajadonok maradnak. Miklós a myrai püspök elhatározta, hogy segít rajtuk, de szemérmességből vagy szerénységből ezt titokban tette. Az éj leple alatt egy-egy arannyal telt erszényt tett a szegény ember ablakába. Egyes változatok szerint ezt három egymást követő éjjelen tette, mások szerint három egymást követő évben. A harmadik esetben az ablak zárva volt, mert kint nagyon hideg volt. Miklós püspök ekkor felmászott a tetőre és a nyitott kéményen át dobta be az aranyat, a harmadik lány éppen akkor kötötte fel harisnyáját száradni a kémény alá. A keszkenőbe rakott arany éppen belehullott a harisnyába. Mindkét változat szerint az apa a harmadik alkalommal megleste az adakozót, hogy megköszönje neki az ajándékot, de Miklós azt mondta, hogy egyedül Istennek tartoznak köszönettel.
A középkori legenda szerint egyszer Miklós püspök megtudta, hogy az egyik szomszédja a nagy szegénysége miatt nyilvánosházba akarja adni három lányát. Ezért segíteni szeretett volna rajtuk és egy éjjel a szomszédja nyitott ablakán keresztül bedobott egy erszény pénzt, és így mindhárom lány férjhez mehetett. Ezért az adakozásaiért a nép elnevezte „Noel Baba”-nak, ami azt jelenti „Ajándékozó Apa”. Ez az alapja annak a keresztény hagyománynak, amikor a vallásos szülők az ablakba tetetik gyermekeikkel a kitisztított kiscsizmáikat, hogy reggelre ott találják meg azt, amit éjjel a Mikulás ajándékként abban elhelyez.
Szent Miklós fenti legendái és a szent december 6-iki egyházi ünnepe kapcsán terjedt el a 19. században a városokban, hogy a Mikulás az ablakokba helyezett kitisztított cipőkbe szaloncukrot vagy kisebb édességekből és déligyümölcsökből álló piros csomagot tesz december 6-án. Személyesen is lehet találkozni a Mikulással. Ekkor a díszes piros ruhás, nagy fehér szakállú püspököt fekete krampuszok (valójában ördögök) kísérik, és a rossz gyerekeket ijesztgetik, virgáccsal fenyegetik vagy finoman meg is vesszőzik.
A német területeken Mikulás megfelelője a Nikolaus. Nem összetévesztendő a karácsonykor a Jézuska (Christkind) helyett ajándékot hozó Weihnachtsmannal. A protestáns (evangélikus) gyerekek nem december 6-án várják Nikolaust, hanem saját „Pelzetmärtel” néven ismert ajándékozójukat Szent Márton napján, azaz november 11-én.
Angolszász területeken (főleg az Amerikai Egyesült Államokban) Santa Claus néven karácsonyi ajándékhozó alakká vált Mikulás, és története szerint az Északi-sarkon lakik. A gyerekek karácsony előtt levelet küldenek neki kívánságaikkal. A globalizált (Mikulás/Télapó/Karácsony apó) Santa Claus a kilenc repülő rénszarvas által vontatott szánjával december 25-én egy éjszaka alatt körbejárja a Földet, és a kandallóra tett zoknikba, harisnyákba apró ajándékokat helyezve lepi meg a gyerekeket, akik tejjel és süteménnyel várják.
Skandináviában a sarkkörön túli vidékekhez, hagyományosan Lappföldhöz kötik alakját. A finn Mikulást Joulupukkinak hívják.
A 20. században a Szovjetunióban Gyed Moroz, azaz Fagy Apó szorította háttérbe Szent Miklóst, Moszkva és Oroszország védőszentjét. Gyed Moroz újév napján hozott ajándékokat.

### A Miklós-nap Magyarországon

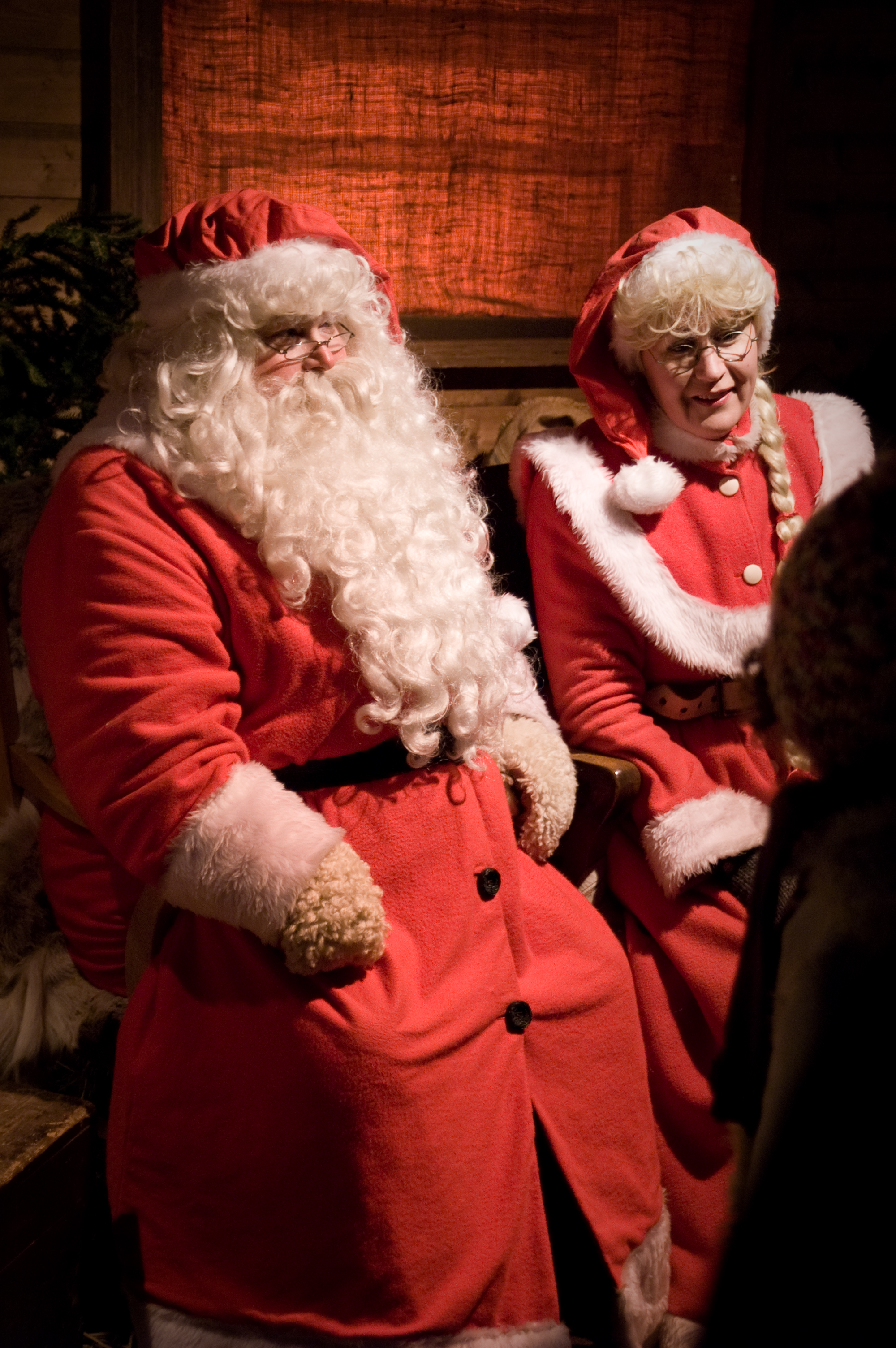
Modern Mikulások Finnországban

A hagyományos ünneplés a városokban és a falvakban az álarcos, jelmezes játék („alakoskodás”) volt Miklós-napon, december 6-án. Az úgynevezett "miklósoláskor" néhány vidéki faluban még az 1970-es években is fiatalok házról-házra jártak Miklós napján ijeszteni, amikor hosszú láncaikat csörgették, olykor meg is verték vele a járókelőket, ilyenkor az emberek a házakból sem mentek ki szívesen. Városokban ez a szokás a századforduló környékén kopott ki. A népszokásból kiszorult a karácsonyra való lelki készülődés, s a gonosz-űző jelleg lett hangsúlyosabb. Nem ismert, hogy ez mikor kezdődött pontosan Magyarországon, a 18. század végén megjelent tiltás árulkodik először jelenlétéről. A tiltás oka a gyermekek ijesztgetése volt, mivel nem a ma ismert, jókedvű, pirospozsgás Mikulás járt házról házra, hanem egy félelmetes, koromfekete arcú, láncot csörgető rém „Láncos Miklós”, aki egyszerre jutalmazott és büntetett.
Többféle eredetmagyarázat alakult ki, a legelterjedtebb álláspont szerint a rémisztő alak Odin germán főisten továbbélése, akinek kettőssége, a jó és a rossz mutatkozik meg a december 6-i szokásban: jóságos alakja ajándékot oszt, míg büntető alakja ijesztgetett. Vidéken egészen az 1970-es évekig élt a lánccsörgető alakoskodás, akit végül kiszorított a jóságos Mikulás.
A Mikulás.
A napot homály előzi meg; karácsony ünnepének verőfényes örömét meg a fehér szakállu Mikulás és ördöngős szolgája, kik csak büntetni tudnak s nem jutalmazni, aszalt szilvából csinált rettenetes kéménysöprőkkel s vörös nyelvű krampuszokkal ijesztenek rá az apró cselédekre. A piaczon a nagyfejü káposzták s köpczös répák, a fonnyadt szőlő s piros arczu almák, a koppasztott kappany s a tojásgarmada mellé, csodálatos portékák csatlakoztak egyszerre. Mint ha csak éjnek idején valami boszorkányság által bújtak volna ki a földből az apró sátrak, melyek alatt viaszból gyúrt, gyermek arczu s gyapot szakállu püspökök, gyönyörű, aranyos misemondóban s hófehér süvegben valóságos papirosból, vannak szépen glédában fölállítva. Háromrétben fölkunkoritott farku, szikrázó szemű, szarvas Luciferek zörgetik pipadrótból kötött szörny bilincseiket, melyekkel sorra fűzik a szófogadatlan gyermeket s hetesével nyolczasával kanyaritják a borzasztó puttonyba, hol aztán hasztalan rimánkodnak, mert onnan nincs szabadulás. Úgy kell nekik, viselték volna jobban magukat!
Az ajándékosztogató, mosolygós, piros ruhás Mikulás a városokban jelent meg először a 19. század végén, valószínűleg függetlenül a Miklós-napi szokástól.
A kipucolt cipőkbe és csizmákba ajándékot rakó, éjjel közlekedő Mikulást egyre inkább összekötötték Szent Miklós személyével: amíg a 19. század végén megjelent szótárak a szent püspöki munkáját emelték ki, addig a 20. század első felében már jótékonysága került a középpontba, a mai lexikonok pedig szinte csak az utóbbiról emlékeznek meg.

### A modern Mikulás

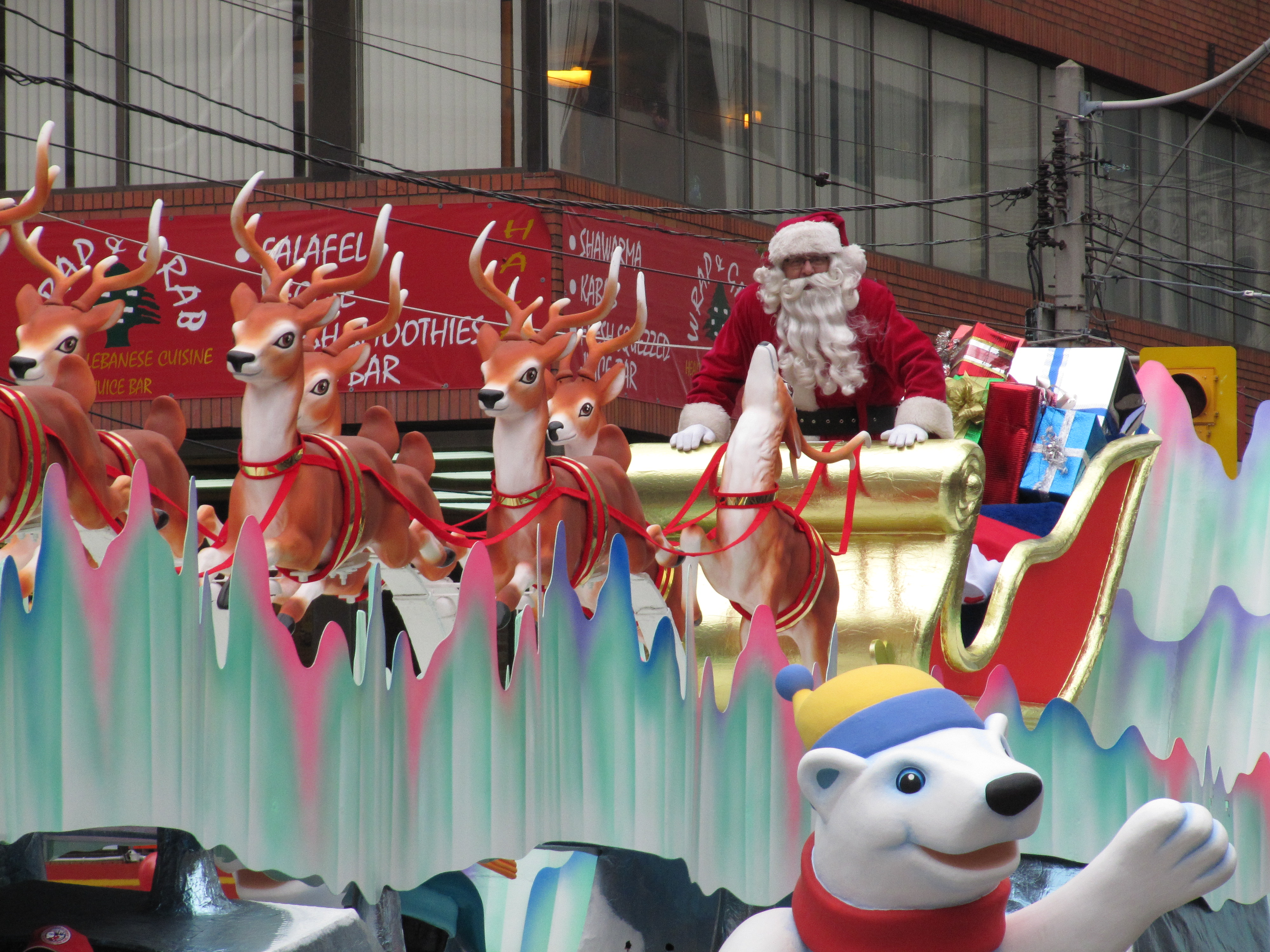
„Globális” Mikulás és rénszarvasai: Rudolf, Fürge, Sármos, Talpas, Kerge, Csámpás, Torkos, Bátor és Szélvész

A mai gyermekeknek mesélt legenda szerint a Lappföldön élő Mikulás apó felszerszámozza rénszarvasait, amik sebes vágtával felrepítik az ajándékokkal roskadásig megrakott szánkóját a felhők közé, hogy minden gyerekhez időben eljussanak a várva várt ajándékok. 1939-ben Bob May megírta Rudolf, a piros orrú rénszarvas történetét. Azóta Mikulás apó szánhúzó rénszarvasai (en) Rudolf, Fürge, Sármos, Talpas, Kerge, Csámpás, Torkos, Bátor és Szélvész.
Máshol egyéb fordításban: Üstökös, Íjas, Csillag, Táncos, Pompás, Villám, Táltos, Ágas, Rudolf, a piros orrú, vagy Táltos, Táncos, Pompás, Csillag, Üstökös, Mennydörgés, Íjas, Villám, Rudolf.
A Mikulás-ünnep idővel egyre inkább szekularizálódott, elszakadt Szent Miklós alakjától, a tömegkultúra átalakította a keresztény legendát és az ünnep elvilágiasodott, és elüzletiesedett. Ügyes marketingesek megszüntették a Mikulás évközi morális felelősséget hangsúlyozó, bírói szerepét, eltüntették mellőle a büntetést szimbolizáló krampuszokat. Az édesség- és játékipar mellett ma már egész sor termék használja alakját reklámfiguraként. Angolszász hatásra az európai kontinens városaiban is elszaporodtak karácsony előtt az utcai Mikulás „ügynökök”.
Tévhit, hogy Mikulás kövérkés, jókedvű, piros ruhás megjelenését a Coca-Cola találta volna ki 1931-ben. Egy korábbi magyar gyermekkönyv (1928) hasonló megjelenéssel ábrázolta a Mikulást, így ez a feltevés nem állja meg a helyét. Az üdítőital-gyártó cég termékein ma már hol akrobatikusan ugrándozik, hol joviális kövér szakállas öregúrként üldögél, a reklámfilmekben pedig néha egész csapatokban vonulnak a Mikulások.
A Mikulással kapcsolatos elképzelések is megváltoztak a globalizáció hatására: míg a két világháború között a Mikulás a mennyben élt, a gyerekeket az égből figyelte, segítői pedig manók, angyalok vagy krampuszok voltak, addig a jelenkor Mikulása a Lappföldön vagy az Északi-sarkon él, szánját rénszarvasok húzzák.

## A Mikulás és a Télapó szó eredete

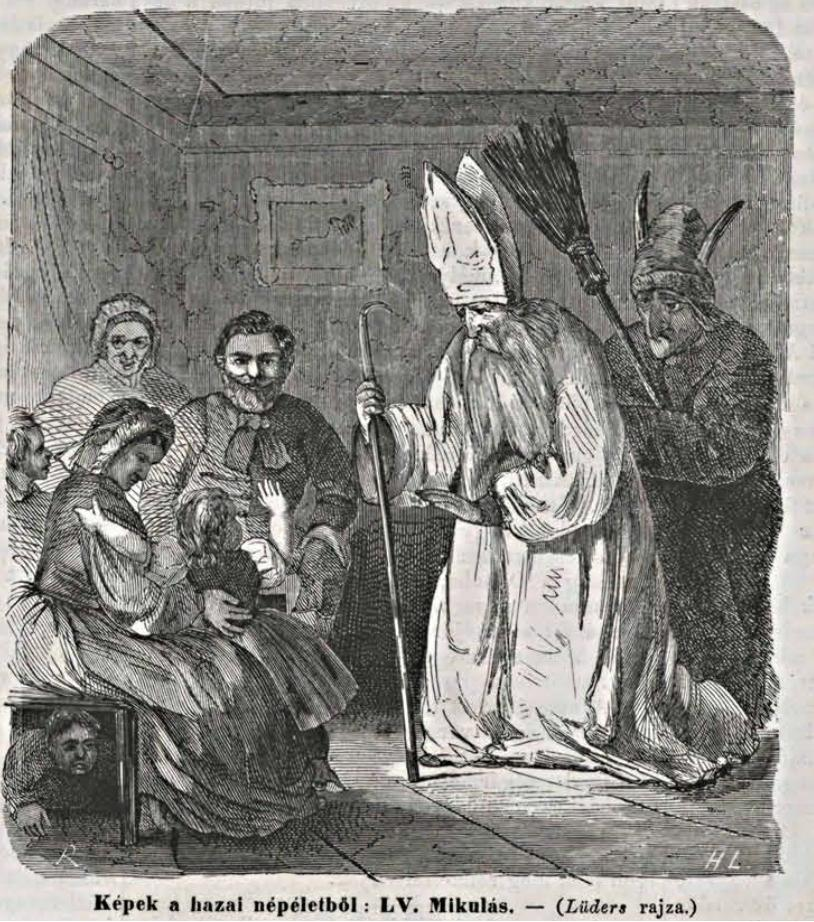
"Képek a hazai népéletből", a Vasárnapi Ujság cikkének illusztrációja a Mikulás-napi népszokásról (1865)

A Mikulás a Miklós név szlovák (Mikuláš) változata. A köztudatban december 6-a hagyományos elnevezésének számít a Télapóval szemben – sokak szerint azonban tévesen. Hiszen a Mikulás-ünnep népszokása és a kifejezés csak az 1870-es évek végén kezdett el köznevesülni Magyarországon, így csupán negyven-ötven évvel idősebb, mint a Télapó elnevezés. (A trianoni békeszerződés után a Mikulás elnevezést ellenezték szlovák eredete miatt)
Elterjedt nézet, hogy a magyar „Télapó” szó akkor keletkezett mesterségesen, amikor az 1950-es évek kommunista vallásellenessége miatt teljesen le kívánták cserélni a „Mikulás” elnevezést az állami iskolai és óvodai rendezvényeken, és helyette a szovjet-orosz kultúrkör orosz Дед Мороз ’Fagy apó’ tükörfordítását, a Télapó elnevezést használták az államosított óvodákban és iskolákban, illetve a vallástalan családoknál.

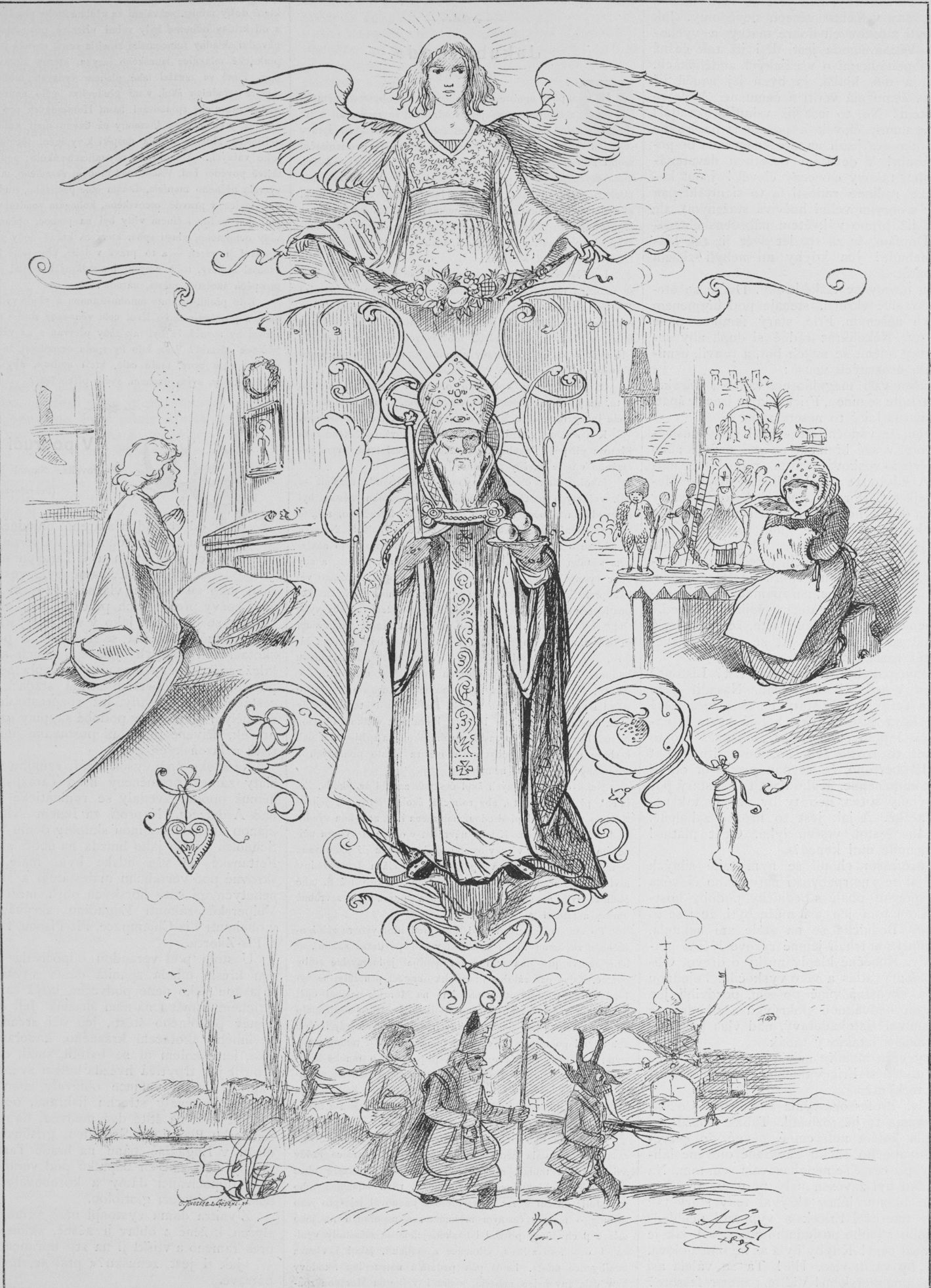
Josef Richard Rozkošný cseh zeneszerző Mikulaš című operájának illusztrációja 1885-ből

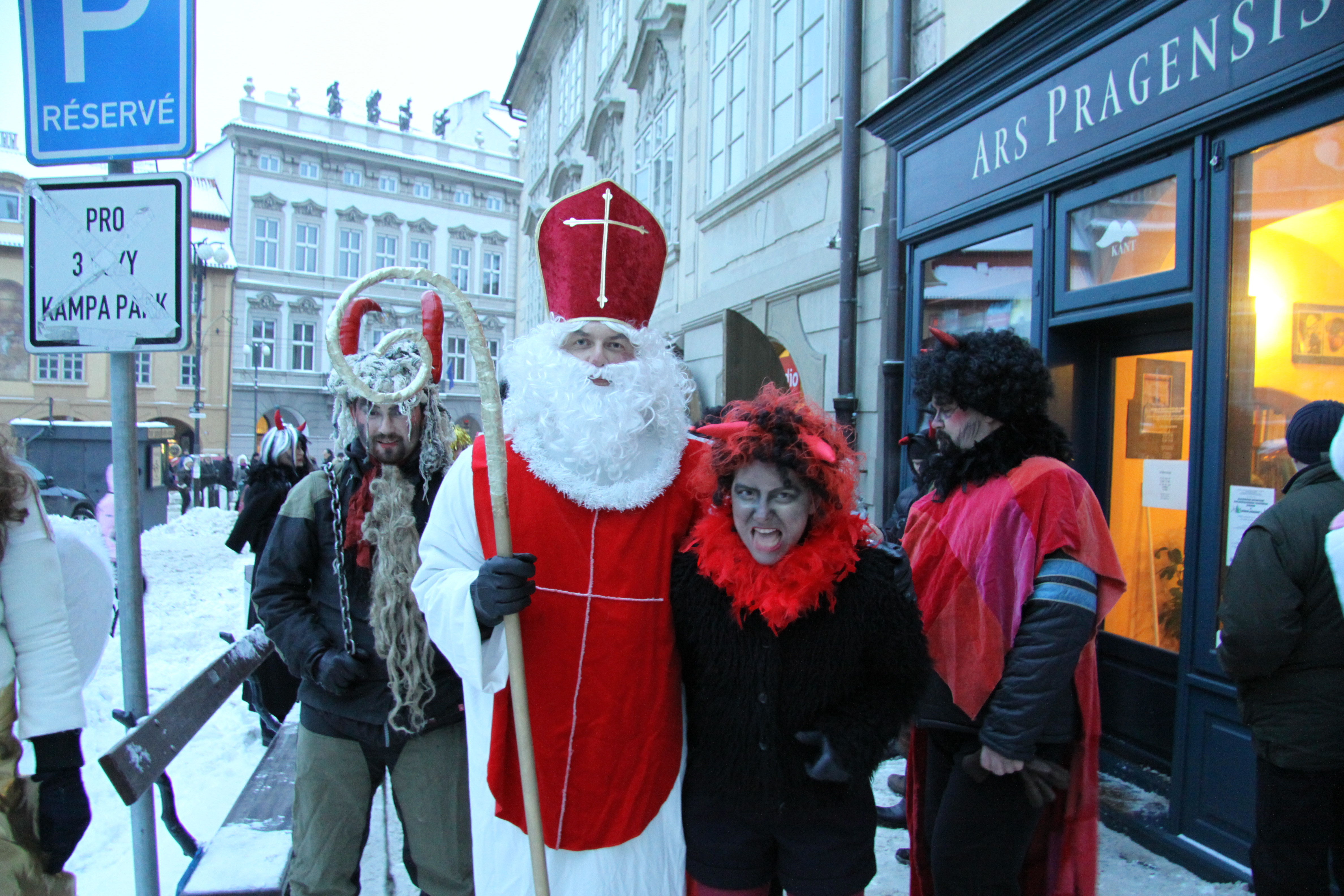
Máig élő cseh hagyomány a Mikulás-ünnep krampuszokkal Prága utcáin, 2010

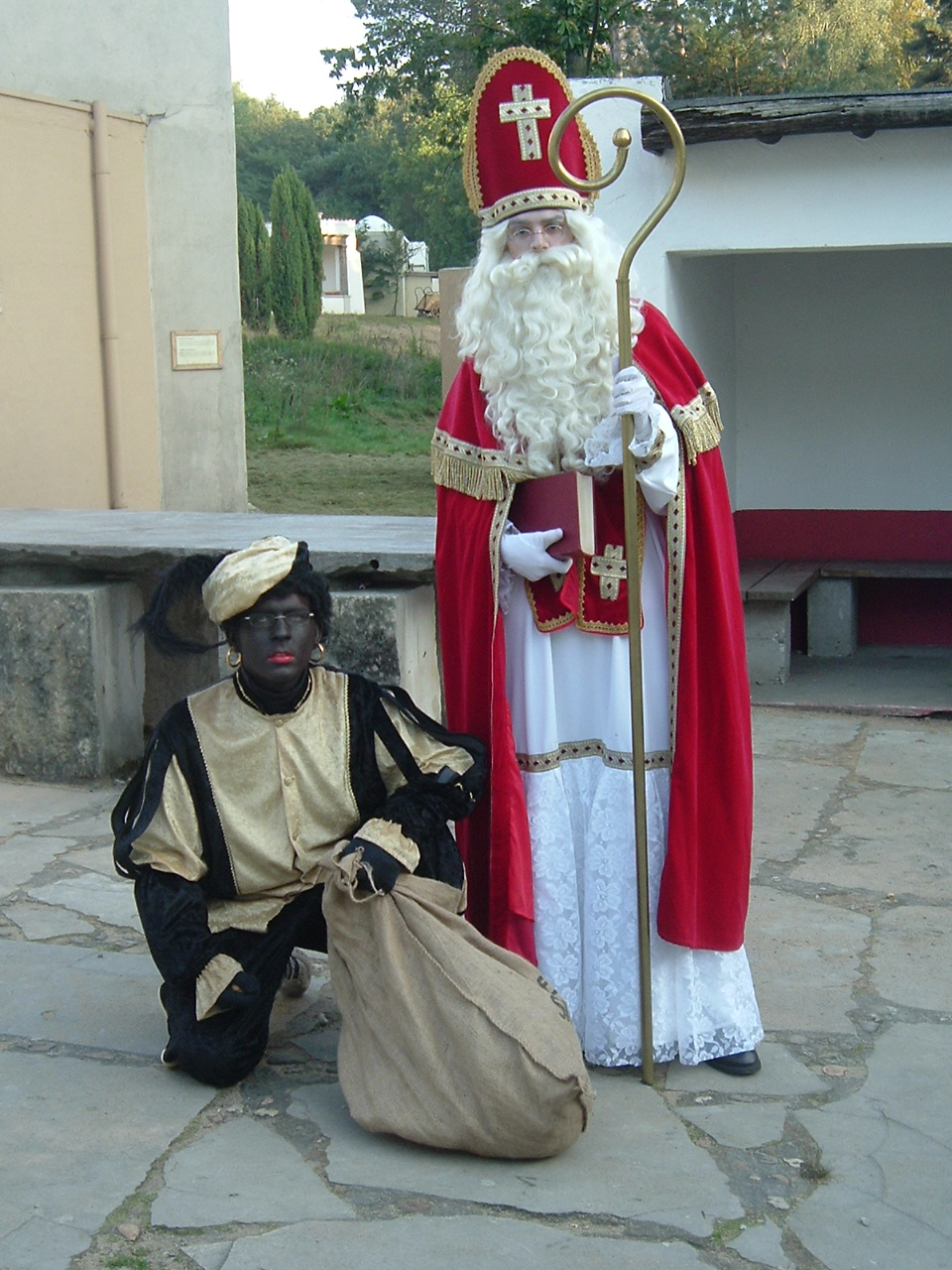
A holland Sinterklaas és segédje, Zwarte Piet

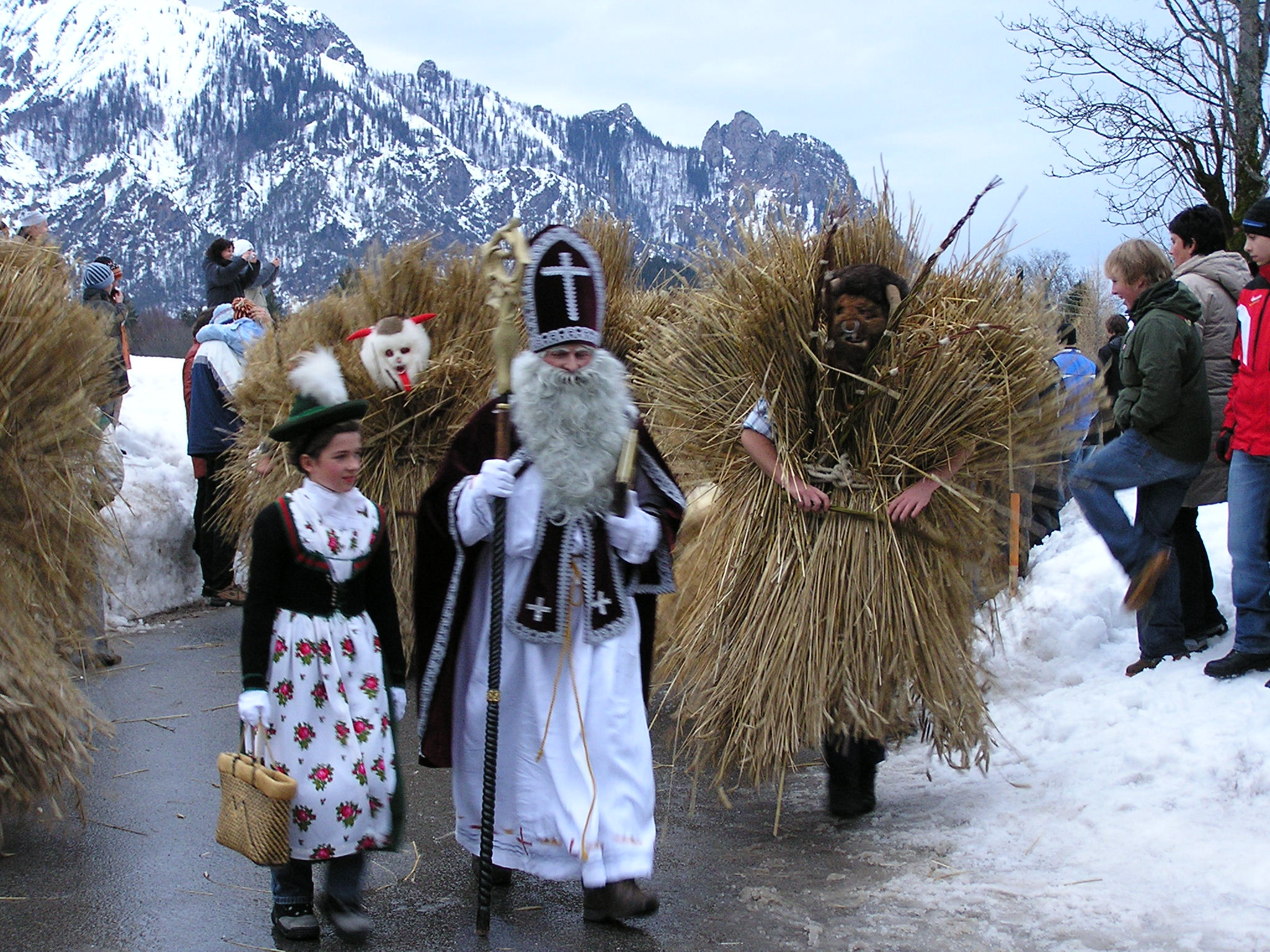
Tradicionális bajor Mikulás Berchtesgaden környékén

A Télapó szó és az elnevezés azonban az MTA Nyelvtudományi Intézetének gyűjtése szerint már létezett jóval korábban is, nem „mesterségesen” keletkezett, mai jelentését pedig fokozatosan vette fel, és továbbra is átalakulóban van. A "Tél apó" kifejezést így, különírva, Arany János már 1850-ben ismerte, és Téli vers című versében le is írta, Mikszáth Kálmán többször használta műveiben, 1893-ban még külön írva, de Gyulai Pál művében is előfordul.
Ej, ej, garázda tél apó!

Ki ördög hítta kelmedet,

Hogy sz. Mártonnap tájba' hó

Borítja házi telkemet?

[…]
Azonban 1895-ben Komjáthy Jenőnél már a verscím is egy egybeírt „Télapó”.
Télapónak hó szakálla

Feje tarkó, ing a lába,

Lehe jégcsap, képe ráncos,

Járja a haláli táncot.

Zúz a szárnya, bús az árnya, mi

De a táncot egyre járja.
Térdig ér a hószakálla,

Sírfenékig lóg a lába.
1914-ben Krúdy Gyula és Szabó Dezső pedig a fekete csontkeretes szemüvegű, magányos öregúr és a görnyedt, szakállas öregúr leírásánál a már kialakult sztereotípiára támaszkodik: „mint a kalendáriumbeli télapó”, „tél-apó szakállú”.
Azonban ezzel párhuzamosan még más szerepben is jelen van, például József Attilánál.
Szeretném, ha vadalmafa lennék,

Mi ha majd egykor kiszárad

És a tél apó kivágat,

Lángjaival felszárítná

Könnyeit a bús árváknak.
A Télapó elnevezés használatában az orosz hatás 1927-ben mutatható ki először egy orosz film, a „Télapó” című mesejáték kapcsán. 1933-ban jelent meg az „A Télapó az óvodában. Téli óvodai foglalkoztatáshoz való gyakorlati anyag” című pedagógiai segédletet, ami szintén a „Télapó” szó akkori meglétéről tanúskodik.
Kiss Lajos nyelvész, szlavista, a nyelvtudományok kandidátusa és doktora 1962-ben a Mikulás és a Télapó alakjának összefonódását a legutóbbi évtizedek fejleményeként tárgyalta és felvettette Télapónak az orosz Gyed maróz alakjával való összefüggését is.
Kiss Lajos 1962-ben "Mikulás, télapó, krampusz" címmel (Nyr 86. 92–4.) tanulmányt tett közzé a Mikulásról, a Magyar Nyelvőrben. Közlése szerint Kazinczy Ferenc 1812-ben „Prof. Sipos Pálhoz” című episztolájában a következőket írja:
Futok ő aegyptusi istensége előtt, 

Mint a gyermek fut, amidőn az advent

Estvéjén rábukkan Svat-Nikola

S hogy annak a másiknak véljem őt,

Fehérb alakba kél mint a Velletri

Pallas csodált márványa
Azaz a jóságos, a gyermekeket megajándékozó Szent Miklós püspök szláv neve (horvátul: Sveti Nikola, csehül: Svatý Mikuláš, szlovákul: Sveti Miklavž) a 19. század elején még nem állandósult, hiszen Kazinczy versközlése egyértelműen déli szláv jelleget mutat. Az 1877-ben három kötetben megjelent „Szép Mikhál” című regényében Jókai Mórtól az alábbiakat olvashatjuk: „Ne búsulj, Hanák! Biztatá Simplex. A vihodár nagy gavallér odahaza. Tokaji borral traktálja meg a vendégét, meg karimás kásával; holtig megemlegeted a vacsoráját. Körmöczi aranyat viszesz haza tőle feleségednek, szent Mikulást porontyaidnak, meglásd”. Ami azt jelenti, hogy a Mikulás név az 1870-es évek végén kezdett el köznevesülni.
Mit hozott a Mikulás.

No gyerekek! aki szépen

Tudja viselni magát, 

Annak majd a jó Mikulás 

Mindenféle szépet ád; 

Tedd ki fiam az ablakba 

Lefekvéskor a csizmád: 

Mennyi mindent találsz benne 

Mire fölkelsz, majd megládd! 

Jó ember a Mikulás.
Ezüstbárány, czifra Jankó! 

Piros alma, aranyos! 

Czukorangyal, mézes kalács! 

Porczelánbáb, kalapos! 

Aszalt szilva-ördögöcskék! 

Hát még a szép tarka ló! 

Síp van belé dugva hátul, 

Ez meg sipolni való! 

Elhozza a Mikulás.

[…]
…És minden sikerült neki - soha sem vesztett rajta a vállalatain. Mint a jó gyereknek, csak a csizmáit kellett kitenni az ablakba este, hogy a Mikulás reggelre telerakja ajándékkal.…

## A magyar Mikulásnak megfelelő ajándékosztó mesealak nevei külföldön

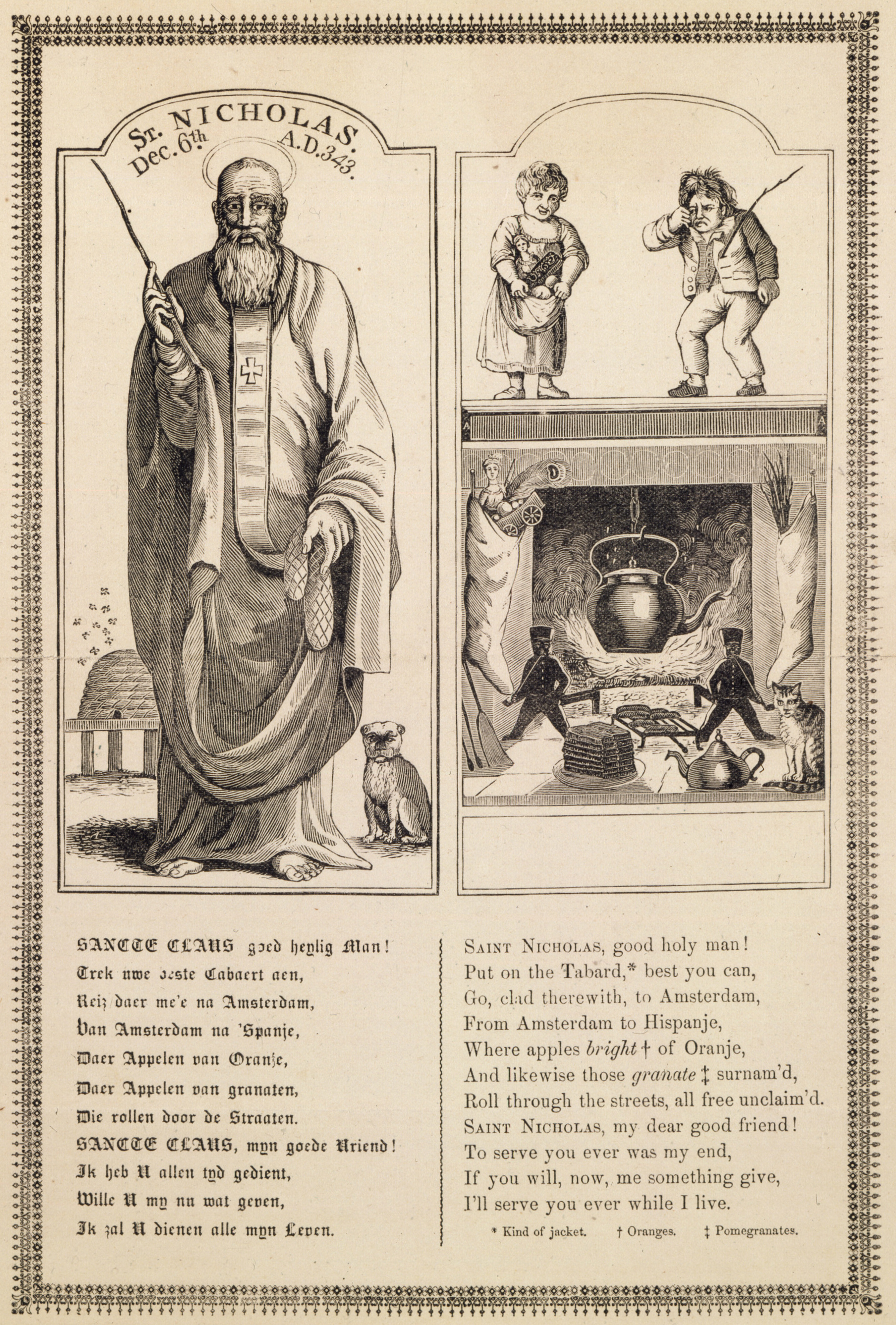
Saint Nicholas, Mikulás ábrázolás 1810-ből

- Amerikában és Kanadában: Santa Claus
- Angliában: Father Christmas
- Baszkföldön: Olentzero
- Brazíliában, Peruban és Spanyolországban: Papá Noel
- Dániában: Sinter Klaas
- Finnországban: Joulupukki
- Franciaországban: Père Noël ("karácsony-apó")
- Hollandiában: Kerstman, Sinterklaas, röviden:Sint[24]
- Horvátországban: Sveti Nikola, Božić Bata
- Japánban: Santa-szan (サンタさん?), Hoteiosho (ajándékot hozó isten)
- Kínában: Sengtan Laozsen (聖誕老人, pinjin:shèngdànlǎorén )
- Lengyelországban: Mikołaj
- Luxemburgban: Kleeschen, Zinniklos
- Magyarországon: Mikulás, Télapó
- Marokkóban: Baba Nwīl
- Németországban: Nikolaus
- Norvégiában: Julenissen
- Olaszországban: Babbo Natale ("karácsony-apó"), Befana (nő, boszorkány, aki Vízkeresztkor hozza az ajándékokat, vagy szenet, ha valaki rossz volt)
- Oroszországban: Gyed Moroz ("fagy-apó")
- Romániában: Moș Nicolae
- Szerbia: Деда Мраз
- Szlovéniában: Sveti Miklavž, Božiček
- Svédországban: Jultomten
- Törökország : Noel Baba ("karácsony-apó") Myrából ered a Mikulás története !

## A csokoládé-Mikulás
A Mikulás alakját és az édességet összekapcsolja a csokoládé Mikulás. Magyarországon 1934-ben kezdtek ilyen figurákat gyártani. A legtöbb mai kommersz csokimikulás valódi csokoládé helyett kakaós bevonómasszából készül, amelyben a kakaóvajat olcsóbb növényi zsiradékkal helyettesítik. 2006-ban 8000 tonna csokimikulás készült Magyarországon.